# Riz Casimir

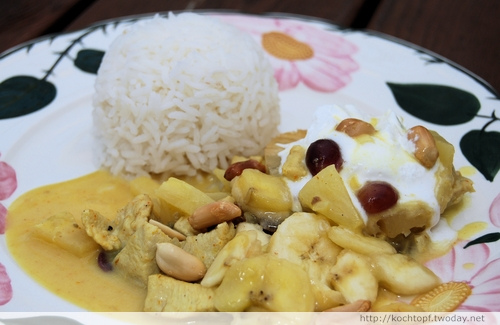
Riz Casimir (in unüblicher Präsentation)

Riz Casimir (selten auch Reis Casimir) ist ein Schweizer Gericht aus Reis, geschnetzeltem Kalbfleisch, Currysauce, Banane-, Ananas- und Pfirsichstückchen, das mit gerösteten Mandelsplittern garniert und in einem Ring aus Langkornreis serviert wird.
Gemäss den Angaben des Verlags Betty Bossi sowie laut dem Historiker Roger Sidler wurde das Gericht von der Restaurantkette Mövenpick erfunden; in den Mövenpick-Restaurants steht es seit 1952 auf der Menükarte. Schon bald wurde es in Schweizer Kochbüchern propagiert, ab 1960 etwa von Elisabeth Fülscher (unter der Rezeptnummer 740 als "Risotto Casimir") und ab 1968 von Betty Bossi. Laut Sidler handelt es sich um ein Gericht, in dem sich der zunehmende Wohlstand der Nachkriegsschweiz und das Fernweh der Bevölkerung spiegelt. Erst 1988 wurde das Rezept von Mövenpick veröffentlicht.
Der Ursprung des Gerichts ist unklar. Der Mövenpickgründer Ueli Prager habe sich wahrscheinlich in London inspirieren lassen, so Sidler. Ob die dortige indische Küche als Inspiration diente und Casimir von Kaschmir hergeleitet sei, wie die Kulturhistorikerin Petra Foede andeutete, lässt sich nicht mehr eruieren. Die Vermutung liegt nahe, da sich auf verschiedenen Websites dem Riz Casimir ähnliche Gerichte wie das "Kashmiri Chicken Curry" oder das "Kashmiri Fruit Curry" finden lassen. Ausserdem listet die italienische Sprachgesellschaft Accademia della Crusca "Casimir" als Synonym für Kaschmir, insbesondere Kaschmirwolle, auf.
Es wird in Frage gestellt, ob es sich bei Riz Casimir um eine Erfindung handelt, und nicht viel mehr um eine Adaption eines bereits existierenden Gerichts. Denn mehrere Restaurants in Zürich priesen bereits vor 1952 ein Gericht namens "Risotto Casimir" an. Die "Krone Unterstrass" machte 1940 in der Neuen Zürcher Zeitung Werbung für Risotto Casimir, die "Schifflände Bar" bewarb es 1942 und der "Feldhof Wiedikon" 1945. Ein Jahr vor der Lancierung von Riz Casimir durch Mövenpick fragte das Restaurant Börse in einer Anzeige: "Kennen Sie unser Risotto Casimir?". Das Restaurant Börse befand sich in Gehdistanz zur ersten Mövenpick-Filiale im Geschäftshaus Claridenhof in Zürich.
2023 wurde Riz Casimir auf der Website TasteAtlas in eine Liste mit den 100 Worst Rated Foods in the World aufgenommen. Über die Platzierung wurde in verschiedenen Schweizer Medien berichtet.